# Измерения в телекоммуникациях
Для телекоммуникационной компании процессы измерений, анализа и диагностики являются важными элементами при создании эффективной системы эксплуатации, контроля и обеспечения качества.

## Классификация измерений
Классификацию измерений, которые проводятся в телекоммуникационной компании, можно проводить по множеству параметров.
Например:
по среде передачи:
- оптический кабель,
- электрический кабель,
- радиочастотные системы передачи;

по типам сетей:
- первичная сеть,
- вторичная сеть (магистральная, распределительная);

по виду сетей:
- аналоговая,
- цифровая;

по применению:
- PSTN (ТфОП),
- WAN,
- LAN,
- ATM;

по видам услуг:
- телефония проводная,
- телефония беспроводная,
- xDSL,
- ISDN,
- WiFi,
- IPTV,

по назначению:
- приёмо-сдаточные,
- периодические, мониторинговые, регламентные,
- определение характера и места повреждений,
- проверка качества ремонтных работ.

Это далеко не полная классификация измерений, проводимых в телекоммуникационной компании, но и этот вариант систематизации говорит о многообразии процессов измерений различного назначения и применения, большого количества объектов измерения, множества параметров, тестов, методов измерений, массы алгоритмов анализа и процедур обработки результатов измерений.

## Измерительное оборудование
В качестве измерительного оборудования могут выступать:
- цифровые АТС (например, для измерения параметров абонентских линий);
- отдельные приборы для измерения тех же параметров абонентских линий для аналоговых АТС;
- управляющие, измерительные и диагностические комплексы для соответствующего оборудования (например, для ADSL);
- множество отдельных измерительных приборов различного назначения и применения.

## Способы измерений и уровень автоматизации
Измерительные процедуры зависят от задач, которые необходимо решать, от методик проведения измерительных процедур, от объектов измерений, от используемых технических средств измерений, которые и определяют в итоге, какие тесты можно проводить, какие параметры возможно измерить.
Измерительные процедуры можно проводить двумя способами:

### Измерения с участием человека
Первый способ проведения измерительных процедур — с участием человека в процессе управления процедурой измерения и сохранения результатов на каком-либо носителе.
Носителями информации (результатов измерений) могут быть:
- бумажный носитель — отчет о проведенных измерениях;
- портативный измерительный прибор. Измерительные приборы в своем большинстве имеют возможности сохранять результаты измерений в своей внутренней памяти;
- переносной компьютер. Многие измерительные приборы имеют в своем составе дополнительное программное обеспечение, которое функционирует на компьютерах (персональных либо переносных). С помощью данного программного обеспечения можно управлять самим прибором, а также сохранять на диске компьютера результаты измерений.

Для этих вариантов уровень автоматизации является очень низким. Фактически возможно автоматизировать только процесс загрузки результатов измерений в корпоративную систему измерений с соответствующих носителей информации.
Для ввода информации с бумажных носителей должны быть предусмотрены соответствующие формы для ввода данных. Для ввода информации с приборов должны быть предусмотрены необходимые интерфейсы (аппаратные и программные) для подключения устройства к системе измерений, а также средства загрузки, конвертации и унификации результатов измерений для каждого из типов приборов. Для ввода информации посредством переносных компьютеров должны быть предусмотрены средства загрузки, конвертации и унификации результатов измерений для каждого из типов форматов данных.

### Измерения без участия человека
Второй способ проведения измерительных процедур — без непосредственного участия человека.
В этом варианте управление измерительной процедурой выполняет система измерений, а человек с ней взаимодействует. В качестве измерительных средств должны применяться измерительные приборы (обычно стационарные), которые имеют внешние интерфейсы управления, и которые можно стационарно подключить к системе измерений. В этом случае управление приборами осуществляет система измерений по сети доступа к измерительным средствам, она же получает результаты измерений и сохраняет их в хранилище данных.
К данному варианту можно отнести также специализированные измерительные системы, у которых обычно существует свой управляющий комплекс, который руководит множеством измерительных приборов либо средствами измерения. В зависимости от возможностей управляющего комплекса, система измерений может взаимодействовать с ним напрямую, получая результаты измерений непосредственно с него.
При втором способе проведения измерительных процедур возможен максимальный уровень автоматизации процессов измерения и, соответственно, максимальный уровень оперативности получения информации, высокая эффективность работы служб эксплуатации.

## Актуальные задачи, связанные с измерениями
Перед телекоммуникационной компанией стоят следующие задачи, связанные с измерениями:
- измерение параметров абонентских линий и цифровых линий ADSL;
- анализ и диагностика состояния абонентских линий;
- мониторинг состояния абонентских линий и цифровых линий ADSL для предупреждения повреждений;
- создание единого корпоративного хранилища информации результатов измерений и состояния абонентских линий;
- создание интегрированной и унифицированной системы измерений для различных типов цифровых АТС и различных типов измерительных средств для аналоговых АТС;
- создание стандартизированных интерфейсов для доступа к средствам измерения и диагностики для внешних информационных систем.

## Базовые принципы построения системы измерений
Эффективным средством решения актуальных задач, стоящих перед телекоммуникационной компанией, может быть создание корпоративной системы измерений.
Базовыми принципами построения корпоративной системы измерений являются следующие:
- возможности корпоративной системы измерений должны обеспечивать решения всех задач служб эксплуатации компании;
- все объекты телекоммуникационной инфраструктуры компании (которые возможно) необходимо контролировать, тестировать, измерять их параметры;
- технологические процессы измерений должны быть максимально автоматизированы;
- все результаты тестирования, контроля и измерений должны сохраняться в корпоративном хранилище данных для дальнейшего анализа, обработки и принятия решений;
- полученные результаты измерений от множества различных разнотипных измерительных средств должны быть унифицированы;
- система измерений должна обеспечивать взаимодействие и обмен информацией с другими информационными системами компании, как для получения необходимой информации от них, так и для предоставления данных по измерениям другим системам.